# Cantone di Marquise
Il Cantone di Marquise era una divisione amministrativa dell'arrondissement di Boulogne-sur-Mer.
È stato soppresso a seguito della riforma complessiva dei cantoni del 2014, che è entrata in vigore con le elezioni dipartimentali del 2015.
Il suo capoluogo era la cittadina omonima di Marquise e comprendeva 21 comuni:
- Ambleteuse
- Audembert
- Audinghen
- Audresselles
- Bazinghen
- Beuvrequen
- Ferques
- Hervelinghen
- Landrethun-le-Nord
- Leubringhen
- Leulinghen-Bernes
- Maninghen-Henne
- Marquise
- Offrethun
- Rety
- Rinxent
- Saint-Inglevert
- Tardinghen
- Wacquinghen
- Wierre-Effroy
- Wissant